# Macroclinium glicensteinii
Macroclinium glicensteinii är en orkidéart som beskrevs av John T. Atwood. Macroclinium glicensteinii ingår i släktet Macroclinium och familjen orkidéer.
Artens utbredningsområde är Costa Rica. Inga underarter finns listade i Catalogue of Life.